# Numa Numa

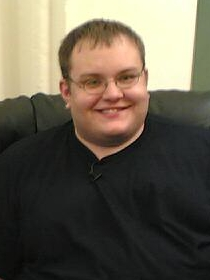
Gary Brolsma le 15 août 2006.

Numa Numa est un phénomène internet fondé sur la chanson Dragostea din tei du groupe moldave O-Zone. « Numa Numa » se réfère tout particulièrement à une vidéo Flash diffusée en 2004 d'un jeune Américain, Gary Brolsma, faisant un playback de la chanson devant sa webcam.

## Présentation
La version de Gary Brolsma est la plus populaire, même s'il n'est pas le premier à s'être enregistré en playback sur cette chanson. Une version avec un inconnu est sortie bien avant la sienne. Elle est facilement identifiable puisque l'interprète, DJ Rotterdam, casse un disque au-dessus de sa tête lorsqu'il la chante. Une fois la version de Gary Brolsma devenue célèbre, de nombreuses imitations et parodies en ont été réalisées.
L'expression « Numa Numa » provient du refrain de la chanson, « nu mă, nu mă iei » qui signifie dans le texte « (tu) ne m'emmèneras pas, ne m'emmèneras pas ». Gary Brolsma a publié pour la première fois sa « Numa Numa Dance » sur le site Newgrounds le 12 décembre 2004. Depuis cela il y a eu plus de 46 500 000 visites, et ce cas a été le plus cité dans des centaines de sites internet et de blogs. Il a même été diffusé sur ABC (dans Good Morning America), sur CNN, et sur VH1 (dans Best Week Ever).
Gary Brolsma est un Américain qui vit dans le New Jersey, à Saddle Brook. Finalement, il n'est pas heureux de cette renommée acquise de manière assez hasardeuse : il a cessé de répondre aux appels téléphoniques des médias et a décommandé une apparition dans le Today Show de la NBC, le 17 février 2005. Il n'a pas non plus coopéré avec le New York Times pour leur article du 26 février, qui le concernait. 
Il y a eu beaucoup d'autres vidéos qui utilisent cette chanson, y compris plusieurs vidéos d'animation japonaises fabriquées avec du shift-JIS-art, et une vidéo dansante faite en Lego. Une version inclut même un Sim du jeu sur ordinateur, Les Sims 2 dansant sur la chanson. 
La vidéo de « Numa Numa » de Gary Brolsma est du coup devenue une des vidéos en ligne les plus célèbres depuis la naissance du World Wide Web.
Gary Brolsma, ayant apparemment fini par accepter sa notoriété a tourné dans un nouveau clip intitulé « new numa », mais elle eut beaucoup moins de succès.
Il apparaît également dans le clip Pork and Beans de Weezer (2008), en hommage à sa vidéo. Le 28 octobre 2008, lors de la diffusion de l'épisode 6 de la saison 6 de la série télévisée NCIS : Enquêtes spéciales diffusée sur CBS, un extrait de la vidéo est diffusé, pour cette série, le but est de présenter les plates-formes d'échange de vidéo.
L'épisode de South Park intitulé Canada en grève montre d'ailleurs plusieurs célébrités du net dont Chris Crocker, Jay Maynard, Tay Zonday, et aussi Gary Brolsma.

### Presse
- (en) Article du New York Daily.
- (en) Article "You go, Gary! 'Numa' takes Web by storm"

### D'autres versions
- Paroles